# Dibamus greeri
Espèce
Dibamus greeri est une espèce de sauriens de la famille des Dibamidae. Sa LMC ou « longueur du museau au cloaque » (longueur du corps d'un animal queue non comprise) peut atteindre 86 mm. 

## Répartition
Cette espèce est endémique de la province de Gia Lai au Viêt Nam.

## Étymologie
Cette espèce est nommée en l'honneur d'Allen E. Greer.

## Publication originale
- Darevsky, 1992 : Two new species of the worm-like lizard Dibamus (Sauria: Dibamidae) with remarks on the distribution and ecology of Dibamus in Vietnam. Asiatic Herpetological Research, vol. 4, p. 1-12 (texte intégral).